# Anodoration claviferum
Anodoration claviferum är en spindelart som beskrevs av Alfred Frank Millidge 1991. Anodoration claviferum ingår i släktet Anodoration och familjen täckvävarspindlar. Inga underarter finns listade i Catalogue of Life.